# Geschiedenis van Mozambique
Deze pagina geeft een overzicht van de geschiedenis van Mozambique, van de prehistorische tot de moderne tijd.

## Prehistorie
De eerste inwoners van het gebied waar nu Mozambique ligt waren San-jager-verzamelaars, nakomelingen van de Khoisani. Tussen de 1e en 5e eeuw n.Chr. migreerden verschillende Bantu-sprekende stammen vanuit het noorden naar de Zambezi-vallei. Van daaruit trokken zij ook langzaam verder naar de kust en hoger gelegen plateaus. Zij waren voornamelijk boeren en ijzerbewerkers.

## Oudheid
Mozambique wordt omschreven in de Periplus van de Erythreïsche Zee, een Grieks periplus uit de 1e eeuw n.Chr., als het zuidelijkste punt van het handelsgebied rond de Rode Zee en de Indische Oceaan. De beroemde Arabische historicus en geograaf Al-Masoedi maakte in 947 melding van verschillende moslims onder de Afrikaanse bevolking in het land Sofa, de toenmalige naam van Mozambique.

## Portugese kolonisatie

### Ontdekking door Vasco da Gama

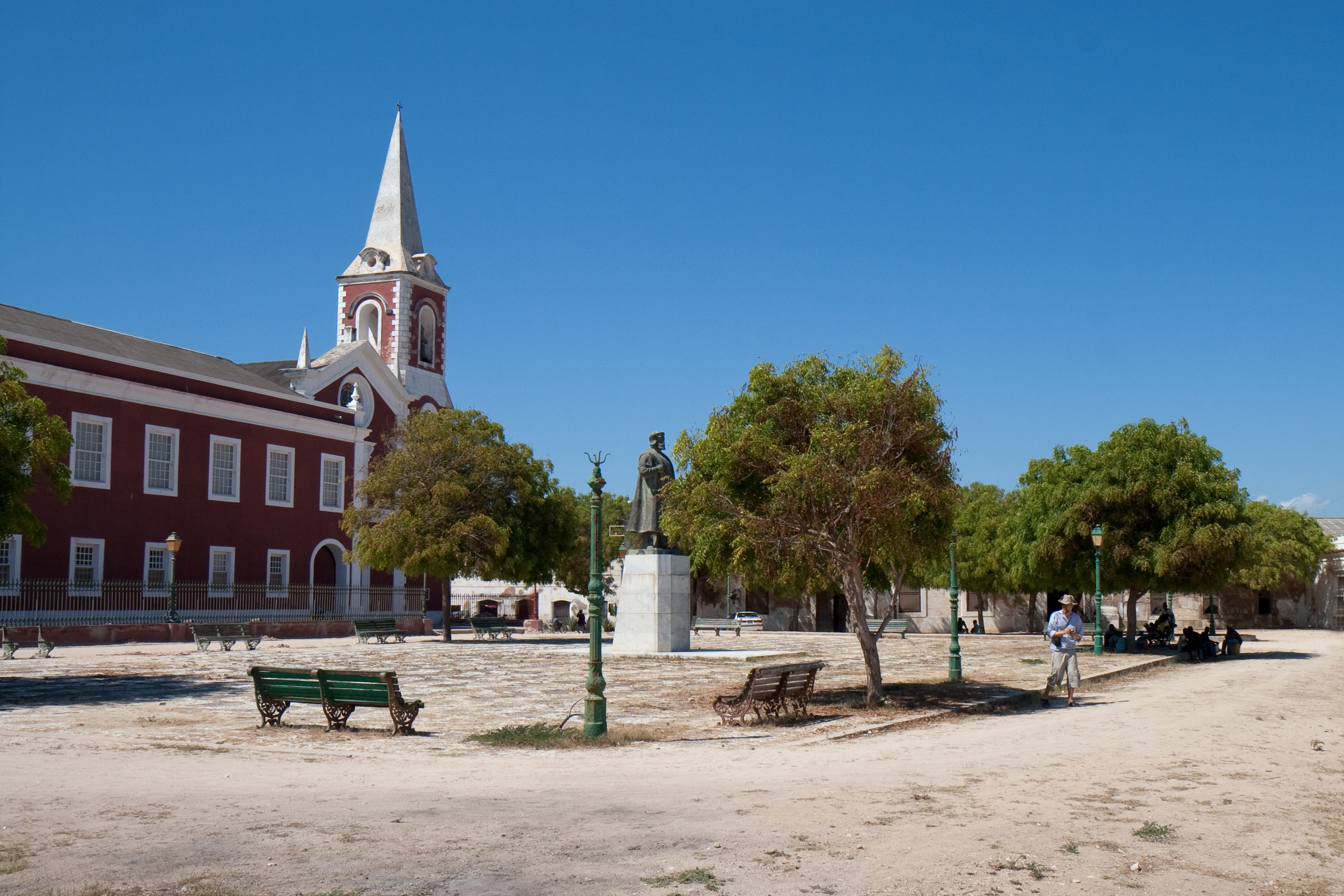
Standbeeld van Vasco da Gama op Mozambique-eiland

Toen Vasco da Gama, de Portugese ontdekkingsreiziger, de kust van Mozambique in 1498 bereikte, trof hij daar verschillende Arabische handelsnederzettingen aan. Zij waren daar al meerdere eeuwen gevestigd. De kustgebieden werden beheerst door verschillende lokale sultans. Een groot deel van de lokale bevolking hing in de 15e eeuw de islam aan.
Het land kreeg pas de naam Mozambique bij de ontdekking door de Portugezen. Een groot deel van het land werd toen geregeerd door Moesa bin Ba'ik.
Vanaf 1500 bouwde Portugal verschillende handelsposten en forten. Hieruit ontstonden langzaam grotere havens. De naam Mozambique werd eerst gegeven aan een klein eiland in de monding van de Mossuril-baai, maar werd steeds meer gebruikt als omschrijving voor de gehele Portugese kolonie in Oost-Afrika. Ook kregen de Portugezen controle over Sofala, een belangrijke havenstad.
Mozambique werd een belangrijke post in de handel met India. De handelsroute daarnaartoe werd ook door Vasco da Gama ontdekt. Tot dat moment had de Republiek Venetië de controle over de meeste handelsroutes tussen Europa en Azië. Over land was er nauwelijks handel, omdat de traditionele handelsroutes over land door de Ottomanen waren gesloten.

### Verdere uitbouw als Portugese kolonie (1530-1700)
Vanuit de kust trokken Portugezen ook langzaam naar het binnenland. Soms dreven ze daar handel of dienden als adviseurs van de Shona-koningen. Vanaf 1530 trokken ook groepjes handelaren en gelukszoekers naar het binnenland om goud te zoeken. Er ontstonden handelsposten bij Sena en Tete langs de Zambezi-rivier. De Portugezen probeerden hun positie te verstevigen door veel land weg te geven rond nederzettingen. Deze werden verdedigd door grote slavenlegers. De gebieden werden in de loop van de tijd, mede door interraciale huwelijken, bevolkt door steeds meer Afrikaanse Portugezen en Afrikaanse Indiërs.

### Periode van teruggang (1700-1900)
Hoewel de invloed van Portugal langzaam toenam, was haar macht beperkt en werd deze vooral uitgeoefend door individuele kolonisten en regeringsbeambten die volledige autonomie hadden gekregen. De Portugezen verkregen tussen 1500 en 1700 het grootste deel van de kust op Arabieren, maar de Arabische verovering van Fort Jesus op Mombasa-eiland (in het hedendaagse Kenia) was een markeerpunt. De internationale politiek van Portugal richtte zich meer op de lucratieve handel met India en het Verre Oosten en de kolonisatie van Brazilië. Daarom werd er weinig aandacht besteed aan Mozambique. Mazrui en Omaanse Arabieren drongen gedurende de 18e een 19e eeuw Portugal steeds verder terug naar het zuiden.

### Begin 20e eeuw
Vanaf halverwege de 19e eeuw begonnen ook andere Europese machten, met name Frankrijk en Groot-Brittannië, een steeds belangrijkere rol te spelen in de regio. Vanaf het begin van de 20e eeuw had de Portugese regering een groot deel van het bestuur uitbesteed aan grote private bedrijven, zoals de Mozambique-compagnie, de Zambezia-compagnie en de Niassa-compagnie. Deze werden op hun beurt voor een groot deel gecontroleerd en gefinancierd door de Britten die onder andere spoorwegverbindingen aanlegden met de omliggende landen. Ondanks dat de slavernij officieel was afgeschaft werkte een groot deel van de oorspronkelijke bevolking van Mozambique gedwongen in de land- en mijnbouw, in Mozambique zelf of in omliggende Britse koloniën en Zuid-Afrika. Het systeem was erop gericht dat de meeste opbrengst daarvan bestemd was voor de witte bevolking van Mozambique en het Portugese thuisland. De Portugezen legden wegen aan voor de handel en boden militaire bescherming in het geval van onrust.
De bedrijven verloren hun functie toen het gebied van 1929 tot 1942 onder het directe gezag viel van de Portugese koloniale regering.

### Overzeese Portugese provincie (1945-1973)
Na de Tweede Wereldoorlog werden steeds meer Afrikaanse landen onafhankelijk ten opzichte van hun vroegere Europese overheersers. De Portugese regering onder leiding van António de Oliveira Salazar hernoemde alle buitenlandse Portugese bezittingen als overzeese provincies en stond emigratie toe van Portugezen naar die provincies. In 1973 woonden er 300.000 Portugezen in Mozambique. Intussen ontstond er ook langzaam een Mozambikaanse onafhankelijkheidsbeweging. Verschillende antikoloniale groepen vormden in 1962 FRELIMO (vertaald: "Front voor de Bevrijding van Mozambique"). Vanaf september 1964 voerde het Front een gewapende campagne tegen het Portugese koloniale bewind. De oorlog sleepte zich tien jaar voort.

### Onafhankelijkheid (1975)
Na de Anjerrevolutie in Portugal in 1974, waarbij de regering van Salazar werd afgezet, verkreeg Mozambique haar onafhankelijkheid. In het Lusaka-akkoord werd de macht overgedragen aan FRELIMO. Dit gebeurde officieel op 25 juni 1975. Binnen een jaar keerde bijna de gehele Portugese populatie — sommige gedwongen door de nieuwe regering en andere op de vlucht — terug naar Portugal. De uittocht van de Portugese bevolking was een zware klap voor de economie van Mozambique.

## Burgeroorlog (1976-1992)

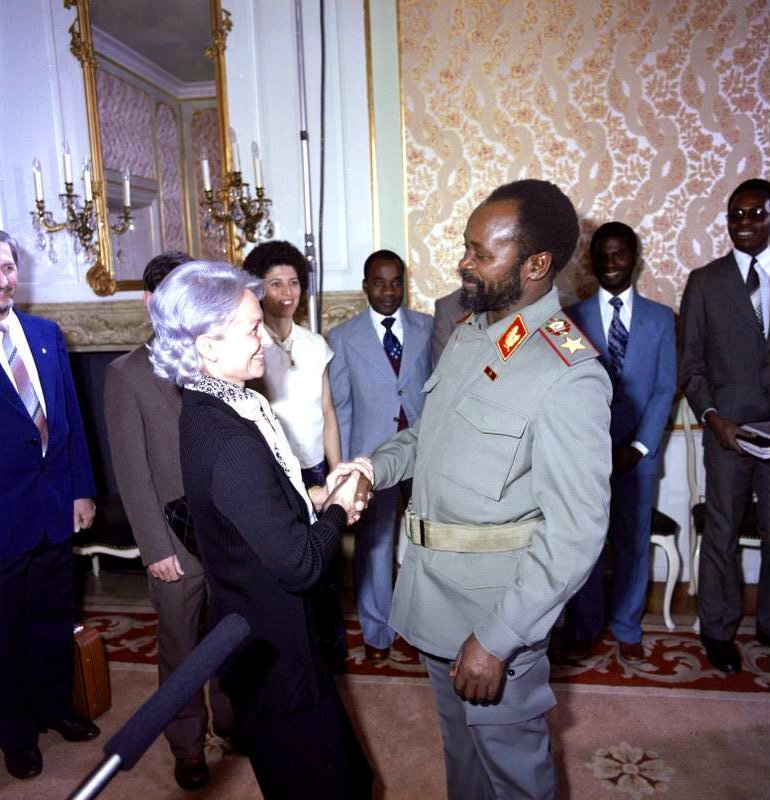
Samora Machel (rechts) bij een ontvangst in Oost-Berlijn

Het land belandde in totale armoede na de uitbraak van de Mozambikaanse Burgeroorlog. Deze duurde van 1976 tot 1992. FRELIMO ging namelijk door het gebrek aan middelen een alliantie aan met de Sovjet-Unie en haar bondgenoten. Het werd een socialistische staat en kreeg internationale hulp van Cuba en de Sovjet-Unie.
In 1975 werd ook RENAMO (vertaald: "Mozambikaans Nationaal Verzet") opgericht, een anti-communistengroep die met hulp van Rhodesië, en later de Zuid-Afrikaanse inlichtingendienst, een serie aanslagen op transportroutes, scholen en ziekenhuizen lanceerde. De blanke minderheidsregering van Rhodesië vreesde dat het nieuwe FRELIMO-regime het ZANU van Robert Mugabe zou steunen om het blanke regime in Salisbury omver te werpen. Na de machtsovername van Mugabe werd de hulp voortgezet door de Zuid-Afrikaanse inlichtingendienst.
Mozambique sloot in 1984 een akkoord met Zuid-Afrika waarbij zij beloofde de ANC-top het land uit te wijzen. Zuid-Afrika zou op haar beurt de steun aan RENAMO staken. Zuid-Afrika hield zich echter niet aan haar belofte en de burgeroorlog werd voortgezet. In 1986 kwam de Mozambikaanse president Samora Machel om bij een vliegtuigongeluk op Zuid-Afrikaans grondgebied. Velen verdachten de Zuid-Afrikaanse overheid van verantwoordelijkheid voor het ongeluk maar dit werd door het onderzoek weerlegd. Machel werd opgevolgd door Joaquim Chissano.

## Democratie (1992-heden)
In 1990 liep de apartheid in Zuid-Afrika ten einde en daardoor droogde ook de steun aan RENAMO op. RENAMO voerde vanaf 1992 besprekingen met de Mozambikaanse regering en er werd een vredesakkoord gesloten. Mozambique werd omgevormd tot een meerpartijenstaat en RENAMO zou deelnemen aan de verkiezingen.
De eerste verkiezingen in 1994 werden gewonnen door FRELIMO onder leiding van Joaquim Chisanno, terwijl RENAMO de grootse oppositiepartij werd met aan het hoofd Afonso Dhlakama. In 1995 werd Mozambique lid van het Gemenebest van Naties. In datzelfde jaar waren meer dan 1,7 miljoen mensen die vanwege de burgeroorlog gevlucht waren teruggekeerd uit de omliggende landen naar Mozambique. De verkiezingen in 1994, 1999, 2004 en 2009 werden alle door FRELIMO gewonnen. In 2005 trad Chissano af als president en werd opgevolgd door zijn partijgenoot Armando Guebuza. Deze bleef tien jaar aan de macht en werd in 2015 vervangen door Filipe Nyusi.
Mozambique werd in 2000 en 2019 getroffen door een cycloon. Dit ging gepaard met grote overstromingen, waarbij honderden doden vielen en veel van de al kwetsbare infrastructuur werd getroffen. Het land is bezig aan een langzaam economisch herstel sinds de burgeroorlog. Het meeste geld komt binnen via investeerders en toeristen uit Zuid-Afrika en Oost-Azië. Ondanks deze langzame groei blijft Mozambique een van de armste landen ter wereld. Mozambique werd in 2015 mijnvrij verklaard.

### Jihadisme
Sinds 2017 zijn er jihadistische extremisten actief in Mozambique.
Geschiedenis van:
Algerije · Angola · Benin · Botswana · Burkina Faso · Burundi · Centraal-Afrikaanse Republiek · Comoren · Congo-Brazzaville · Congo-Kinshasa · Djibouti · Egypte · Equatoriaal-Guinea · Eritrea · Ethiopië · Gabon · Gambia · Ghana · Guinee-Bissau · Guinee-Conakry · Ivoorkust · Kaapverdië · Kameroen · Kenia · Lesotho · Liberia · Libië · Madagaskar · Malawi · Mali · Marokko · Mauritanië · Mauritius · Mozambique · Namibië · Niger · Nigeria · Oeganda · Rwanda · Sao Tomé en Principe · Senegal · Seychellen · Sierra Leone · Soedan · Somalië · Somaliland · Swaziland · Tanzania · Togo · Tsjaad · Tunesië · Westelijke Sahara · Zambia · Zimbabwe · Zuid-Afrika · Zuid-Soedan
Noord-Afrika · West-Afrika